# 文斯莫克·香吉士
賓什莫克·香吉士（黒足のサンジ）是日本漫畫家尾田榮一郎所創作的少年漫畫《航海王》中的虛構角色，是該作品的中的一位主要角色，是主角魯夫的第4位夥伴，草帽海賊團廚師。以獨特的踢技戰鬥風格聞名，熱愛女性，是個狂热的「擁女主義者」紳士。

## 設計
作者尾田榮一郎在SBS詢問專欄表示，香吉士是作品中少數有參考原型的人物，他是參照美國電影《霸道橫行》中史蒂夫·布西密的造型創作出來。
此外，最初設計香吉士這個人物時，作者本因他的漩渦狀眉毛而將名字取作「鳴人」，但還沒來得及讓香吉士登場，「鳴人」就先成為1999年岸本齊史的人氣漫畫《火影忍者》主人公的名字，尾田只好打消此念頭。
姓氏文斯莫克（Vinsmoke）的「Vin」為法語的葡萄酒，「Smoke」則是取自英語的菸。名字香吉士（Sanji）的字首發音等同日語的三（さん）。

## 人物
香吉士是草帽海賊團的第5名成員，亦即是蒙其·D·魯夫的第4位夥伴，娜美最初在橘子鎮時只願意與魯夫短暫「合作」，在「惡龍事件」結束後他才正式加入；所以如果按順序來排，香吉士算是第3位正式加入的夥伴；原海上餐廳巴拉蒂的副主廚，後為草帽海賊團的廚師。傑爾馬66的王子，家族排行老三，是第三位兒子。
外貌特徵是金髮和鬍渣，向上捲曲的眉毛和被瀏海遮住的單眼。兩年後的香吉士改變了頭髮分線的方式，上唇多了些許鬚渣，下顎的鬍渣變成較整齊的鬍鬚。愛吸煙，偶爾會同時抽兩根菸。血型是極為稀有的S型RH陰性。遇到事情經常能冷靜的分析思考，並做出正確的判斷，在許多情節中為夥伴解難。香吉士精通各種料理，特別是海鮮，身為廚師的他對食材和料理的態度非常嚴謹，也只有在料理面前，他能直接無視美女的存在，甚至把美女當成是對手對待，夢想是成為世界第一的廚師，加入草帽海賊團一同尋找全世界的海洋食材聚集的傳說之海「ALL BLUE」（蔚藍海域）。
他恪遵騎士道精神，熱愛女性，是個「擁女主義者」，只要是女人都會極力保護，而且不論老少。作者尾田更在單行本55集中提到香吉士尤愛穿著中國旗袍的女人。稱呼娜美時用「さん」，稱呼妮可·羅賓時用「ちゃん」，他相當好色，因此女性便是他的弱點，此外、他厭惡氣味奇怪的蟲和人妖，以及除了自己的母親和姊姊以外的原生家庭成員。擅長彈奏吉他。
小時曾閱讀《惡魔果實圖鑑》和《大骗子诺兰度》，得到「透明果實」並藉著果實能力偷窺女澡堂可謂他畢生夢想之一，卻在「恐怖三桅帆船篇」夢想破裂，但後來得到傑爾馬66的戰鬥服「漆黑隱伏」，可以通過背景投影到全身，以達到透明和隱身的效果。另外，他從第一部劇情就很希望能和人魚同樂玩耍，因此對於「人魚會排泄」的話題非常敏感，甚至會激動否認這件事。
最愛的食物是辣味海鮮義大利麵，討厭沒營養的蒟蒻。尾田亦曾提到草帽海賊團如果是個大家族，香吉士就是家中的次男（不良少年）。香吉士在羅賓印象中的花種代表為翠雀。香吉士一天的睡眠時間為晚上12點到凌晨5點。

## 能力

### 廚藝
香吉士在通過艾波利歐·伊娃柯夫的考驗後正式習得進攻料理「99之活力菜單」的配方，可用於強化身體或協助重傷疲憊的對象迅速復原。圓蛋糕島篇時運用進攻料理作為秘策，引導當地廚師們協助自己做出能產生極致幸福感的特製蛋糕，讓「食物癲癇症」發作的「BIG MOM」夏洛特·玲玲恢復原狀。
香吉士作為廚師的原則是為了烹飪而保護雙手，但在與CP5的瓦傑戰鬥時使用刀法來應戰，面對敵人在廚房內或以食物作為攻擊武器時，香吉士才會用上他作為一流廚師的獨特刀工。

### 踢技
香吉士的战斗方式是用脚进行踢击，武器为不怕斩击和耐热的鐵製常亮黑皮鞋，踢技以快狠準著称，而被海军称之为「黑腳」。其招式名大多以法語、料理名稱、攻擊部位來命名，例如：
- 基本技能
  - 首肉（コリエ）
  - 肩肉（エポール）
  - 胸肉（ポワトリーヌ）
  - 腹肉（フランシェ）
- 在動漫第298集與CP9賈布拉一戰中，首次使出藉著高速旋轉方式，讓腳產生高溫帶火的「惡魔風腳」（日语： Diable Jambe）。在第二部的劇情中，香吉士連旋轉的預備動作都不用做就能夠在一瞬間使出惡魔風腳。
- 在動漫1061集與QUEEN的戰鬥中，將因血統因子覺醒而附加到自身的「外骨骼」、「力量」以及「速度」與自身的武裝色霸氣結合、用出了比惡魔風腳更強韌也溫度更高的「魔神風腳」（日语： Ifrit Jambe）。

此外，待在卡馬帕卡王國的兩年間，香吉士不停地想躲避島上人妖群的追捕，因而練就了六式之一的「月步」，香吉士則稱其為「空中步行」。也可以在海中使出「海中步行」。

### 戰鬥服
香吉士在動漫925集首次穿戰鬥服，是杰爾馬66為香吉士設計的戰鬥服，為科技特製的形狀記憶鎧甲。編號為3，代號「漆黑隱伏」（Stealth Black），由於香吉士非常討厭杰爾馬66，因此改稱為「麵條戰士」，特殊能力是「隱身」，可以通過背景投影到全身而達到透明隱身的效果，是香吉士夢寐以求的能力。披風是「盾」、腳後跟有「加速裝置」、腳下有「懸浮裝置」。當香吉士穿著戰鬥服的時候，右側梳著大長翹髮且覆蓋右眼、戴著墨鏡耳罩、繫著領巾、嘴巴被面罩遮住，身穿黑色戰鬥緊身服搭配黑披風，披風標誌為「3」，特製白手套和腰帶，腳穿的靴子能飛天或走在水面上。最終此戰鬥服被本人在動畫1057集親自踩毀。
香吉士因穿著戰鬥服與佩吉萬戰鬥，並於Queen的交戰過程中促成覺醒杰爾馬66的血統因子，此狀態下可以讓受傷和骨折的身體高速復原，並且提升肉體硬度，以達到刀槍不入的境界，既使戰鬥服被毀掉，然而血統因子的「外骨骼」、「力量」、「速度」等增幅肉體特性卻完整保留在香吉士的體內，同時香吉士也感覺因覺醒而使自己有心境上的變化，有著杰爾馬家族的冷漠與殘忍，這使他對自己一度感到害怕，直到打敗Queen，解開了並非自己誤傷女性的事實後才一度放心。

### 霸氣
香吉士會使用霸氣中的見聞色霸氣、武裝色霸氣。作者於詢問專欄中特別說明香吉士特別專精於三色霸氣中的見聞色霸氣。

## 劇中表現
香吉士是傑爾馬66的王子，家族排行老三。香吉士的童年相當孤獨，飽受實力至上主義的父親與兄弟們欺負，只有母親索菈、姊姊麗珠和少部分傭人願意善待他，母親索菈也成為啟蒙香吉士立志成為廚師的關鍵角色之一。後來母親病逝，麗珠幫助當時年紀尚小的香吉士逃出傑爾馬66並為他獻上祝福。
離開傑爾馬66後成為海上餐廳「奧比特號」的見習廚師，一次遇上「紅腳」哲普率廚師海賊團洗劫餐廳時遭遇風暴，兩人流落荒島上。哲普因為香吉士與自己一樣有著找到ALL BLUE的夢想，不惜切斷右腿拯救了香吉士，更將食物盡數讓予他（漫畫中則是哲夫將所有食物讓予香吉士，自己自斷右腿充饑）香吉士因為哲普的犧牲而甘願在他的海上餐廳「巴拉蒂」當副主廚。兩人雖然不時拌嘴，但因為在荒島的共同經歷，即使哲普想把香吉士趕走好使他去尋找ALL BLUE，他都堅持留下幫助哲普，同時在哲普身上學得足技。

### 第一部
某天海軍總部上尉「鐵拳」芬布迪遇到航行中的魯夫等人，芬布迪並令部下攻擊前進梅利號，魯夫因反彈了射出的大炮，毀壞了「紅腳」哲普的屋子而要在海上餐廳「巴拉蒂」打雜賠償，而在此時芬布迪正好帶著女友沐蒂來到海上餐廳用餐。喜愛美女的香吉士卻因為向沐蒂說明酒的真正由來而引來芬布迪不滿，在送來的湯中放入蒼蠅且藉機出拳打香吉士，但終究被香吉士以一招打敗。
善良的香吉士遇上從芬布迪手上逃脫、傷痕累累的「鬼人阿修羅」阿金，即使知道阿金是克利克海賊團的船員，仍給他飯吃之餘也不收錢，阿金因受到香吉士的禮遇而告訴首領「提督」克利克，但克利克卻出賣阿金，想將海上餐廳佔為己有。香吉士只好跟阿金來一場打鬥，當香吉士將被阿金所擊敗時，阿金因想起香吉士的禮遇和接濟而無法下手殺害香吉士，且在克利克使出祕密武器毒彈時將防毒面具給了香吉士。當魯夫打敗了首領克利克，完結這場戰鬥後，香吉士便跪謝「紅腳」哲普和海上餐廳的廚師們，離開海上餐廳，加入草帽海賊團開始自己「尋找All Blue」的夢想。
在多次的遇到危急關頭中，香吉士會運用他靈活的腦筋，將形勢扭轉並帶領草帽海賊團逃出生天。在小花園時，他無意間發現Mr.3製作的蠟燭小屋，不僅擊敗了巴洛克華克派來的「不吉利雙人組」，還接到克洛克達爾用電話蟲傳來的訊息，冒稱自己是Mr.3且與其通訊，並且將有關克洛克達爾的訊息告訴夥伴。還同時取得了往阿拉巴斯坦王國的永久指針，避免了草帽海賊團必須留在小花園1年的命運（記錄需要在小花園1年才能累積滿）。在巴洛克華克決戰時擊敗Mr.2馮克雷。
在空島篇時，暗中破壞艾涅爾的方舟，造成方舟的飛行速度降低了一段時間。在水之七島篇，當魯夫與騙人布為了梅利號汰換一事起爭執時，香吉士阻止魯夫將「給我退出海賊團」說出口。在司法島篇，對上卡莉法，因騎士精神不敵，卻也讓娜美刮目相看，後利用新絕招擊敗賈布拉。在因「非常召集」徵召而來的海軍艦隊開始砲擊草帽海賊團時，香吉士及時關閉了「正義之門」，所產生的渦流困住了海軍艦隊，讓大夥兒順利逃出司法島。
在夏波帝諸島與夥伴分散的香吉士掉落到偉大航道上的桃色島人妖國「卡馬帕卡」，被大量人妖追逐，忙於逃亡的他認為自己正身處地獄之中，最後因被影響而自己也變成人妖。他遇見剛從推進城回歸的「人妖王」艾波利歐·伊娃柯夫，又品嚐了卡馬帕卡特有的「進攻料理」，得知可借由料理幫助身體構建的方式。為習得「99之活力菜單」與增強自身實力，決定接受「人妖王」提出的條件，挑戰99個精於人妖拳法的師父。

### 第二部
兩年後，索隆和夥伴於夏波帝諸島會合並前往魚人島，香吉士曾因興奮而噴出大量鼻血導致昏迷，礙於魚人島對捐血的法律及香吉士本身的稀有血型，他曾一度陷入危機。一行人解決魚人島的危機後，成功救援在龐克哈薩特被凱薩·克勞恩當作實驗對象的孩童。
在魯夫等人於多雷斯羅薩篇擊倒唐吉訶德·多佛朗明哥後，香吉士的懸賞金增加至1億7,700萬貝里，通緝單上的肖像亦改成照片，且標示為「必須活捉（ONLY ALIVE）」，這使得香吉士成為已知劇中唯一一位需要被活捉的人。這個理由隨後於魯夫等人與「BIG MOM」對峙時說明：香吉士出自殺手名家「賓什莫克」家族，他與其手足是透過「血統因子」所培育的（這同時解釋了其血型稀有的緣故），但由於香吉士沒有展現出殺手資質、被視為家族之恥，因而透過姊姊蕾玖幫助逃離家族並成為廚師學徒。香吉士的過去成為他的阻礙，他被迫與「BIG MOM」的女兒布琳聯姻，這使得草帽海賊團必須與「BIG MOM」和賓什莫克家族為敵。經過幾度波折，香吉士發現「BIG MOM」和賓什莫克家族聯姻背後的陰謀，和魯夫等人會合，表示自己雖厭惡自己的家族，仍希望解救家族成員免於落入「BIG MOM」的陰謀，決定偕同草帽海賊團與歸順「BIG MOM」旗下的火戰車海賊團船長卡波涅·培基聯手對抗「BIG MOM」。為了制止「貪吃症」發作的「BIG MOM」摧毀萬國，偕同「BIG MOM」的女兒雪紡與普琳製作特製蛋糕，委託培基負責引開「BIG MOM」與運送蛋糕。事件過後香吉士以全名「賓什莫克·香吉士」和恢復標示為「無論生死狀態（DEAD OR ALIVE）」受懸賞，懸賞金增加至3億3,000萬貝里，對於自己的兄弟擅自扔給他杰爾馬66的科技戰鬥服與因為和原生家族的關連提升懸賞額頗有微詞，並表示想扔掉戰鬥服，但被其他船員制止。
和之國篇偕同魯夫等人和光月一族潛入和之國。按錦衛門的要求偽裝成蕎麥麵攤販「独门十八番面」的「三五郎」，負責工作是利用做料理（二八炒面）來聚集武士但实际却是吸引了大堆女流顾客帮衬。卻因為對前來找麻煩「狂死郎一家」出手，与伙伴帮助结识了「秃童」小南子。后遭遇奎因派遣的刺客追殺，为了都城民众與凌空六子之一的培吉萬對上，為了方便隱藏身分而換上杰爾馬的戰鬥服并自称是“荞麦假面”掩饰（本身討厭杰尔马66，自身依舊不愿意承认自己是「杰尔马66」成员这一身份）。雖然認真戰鬥并占据上风但還是有雜念，于是先行离开前往女子澡堂完成夢想。在花之都处刑场混亂時，被北海的德雷克認出賓什莫克家族身分而不悅，聽到光月日和的聲音，準備搭救時，發現索隆已救下且懷抱著，讓香吉士深受打擊，明明懸賞金終於高過索隆，卻被其反將一軍。
金色神樂當天登陸鬼島後，隨同魯夫與吉貝爾一路前進，不料卻在途中闖入黑瑪麗亞的大本營「女難」遊廓，使得他色性大發，還一度被擒，所幸羅賓趕達才得以解圍。爾後接替喬巴與百獸海賊團大幹部「三災」之一的QUEEN展開最終決戰，並在戰鬥途中發現自己的身體被「賓什莫克」家族強化，同時在無意間攻擊某位藝妓，得知自己心境的變化下害怕自己也會變成冷漠無情，便在QUEEN面前自毀戰鬥服，最後以「牛肉爆裂」將其擊敗。曾向索隆透露如果未來某天自己在心理上出了甚麼事，就要由他馬上殺掉自己的要求。

## 其他媒體
- 2023年影集《ONE_PIECE》，由塔茲·史蓋勒飾演

## 備註
1. ↑  「3」和「2」類似香吉士的日文發音。
2. ↑  「3」和「2」類似香吉士的日文發音。
3. ↑  「5」和「9」類似廚師的日文發音。
4. ↑  或稱「隱形黑」
5. ↑  或稱「蕎麥假面」
6. ↑  相當於漫畫1031